# Sarang Ginting
Sarang Ginting is een bestuurslaag in het regentschap Serdang Bedagai van de provincie Noord-Sumatra, Indonesië. Sarang Ginting telt 702 inwoners (volkstelling 2010).